# Hokejbalová extraliga mužů
Hokejbalová extraliga mužů (podle sponzora: Crossdock extraliga) je nejvyšší mužskou hokejbalovou soutěží v Česku pořádanou Českomoravským svazem hokejbalu. 
Současným vítězem extraligy je HC Kert Park Praha.

## Historie
Česká nejvyšší hokejbalová soutěž se do roku 1996 hrála bez play-off. Název Extraliga nese od sezóny 1996/1997 a v této sezóně se poprvé hrálo play-off na 2 vítězná utkání. Do roku 2004 byla základní hrací doba 3 x 12 minut a hrálo se se čtyřmi hráči v poli. Současnou podobu získala od sezóny 2004/2005, kdy se začalo hrát podle mezinárodních pravidel. Tedy 3 x 15 minut, s pěti hráči v poli a play-off se hraje na tři vítězná utkání.

## Systém soutěže
Extraligu hraje 12 týmů, které se v základní části utkají systémem dvakrát každý s každým vždy jednou doma a jednou venku. Každé mužstvo tak odehraje v základní části 22 zápasů. Nejhorší mužstvo přímo sestupuje do nižší soutěže, předposlední mužstvo hraje s vítězi západní a východní divize 1. národní hokejbalové ligy baráž o udržení se v extralize. Nejlepších osm mužstev postupuje do play-off, kde se mužstva utkají v sériích na tři vítězná utkání.

## Seznam účastníků pro sezonu 2024/2025
Zdroj:
- Elba DDM Ústí nad Labem
- HBC Kladno
- HBC Pardubice
- HBC Hostivař
- HBC Hradec Králové 1988
- HBC Plzeň
- HBC Svítkov Stars Pardubice
- HBC Tygři Mladá Boleslav
- Hbk Karviná
- HC Kert Park Praha
- SK Hokejbal Letohrad
- TJ Snack Dobřany

## Přehled vítězů
| Sezona    | Vítěz základní části         | Celkový vítěz                 | Poražený finalista             | Stav série                       |
| --------- | ---------------------------- | ----------------------------- | ------------------------------ | -------------------------------- |
| 1989/90   | -                            | TJ Stars České Budějovice     | -                              | -                                |
| 1990/91   | -                            | TJ Severka Ústí nad Labem     | -                              | -                                |
| 1991/92   | -                            | TJ Severka Ústí nad Labem     | -                              | -                                |
| 1992/93   | -                            | TJ Severka Ústí nad Labem     | -                              | -                                |
| 1993/94   | -                            | SK Ekostavby Ústí nad Labem   | -                              | -                                |
| 1994/95   | -                            | SK Jihlava                    | -                              | -                                |
| 1995/96   | -                            | TJ Severka Ústí nad Labem     | -                              | -                                |
| 1996/97   |                              | HBC Škoda Plzeň               | TJ Severka Ústí nad Labem      | 2:1 (3:4, 4:3, 6:5pp)            |
| 1997/98   | HBC Škoda Plzeň              | HBC ORNA Kladno               | TJ KOVO Praha                  | 2:1 (7:1, 4:5, 4:1)              |
| 1998/99   | HBC Škoda Plzeň              | TJ KOVO Praha                 | HBC Škoda Plzeň                | 2:0 (3:2, 3:1)                   |
| 1999/00   | TJ Radouč Mladá Boleslav     | TJ Radouč Mladá Boleslav      | TJ Severka Ústí nad Labem      | 2:1 (1:2, 7:2, 5:1)              |
| 2000/01   | TJ Radouč Mladá Boleslav     | TJ Radouč Mladá Boleslav      | HBC Škoda Plzeň                | 2:0 (2:1, 8:4)                   |
| 2001/02   | Laureta Auto Mladá Boleslav  | Laureta Auto Mladá Boleslav   | HBC Škoda Plzeň                | 2:0 (11:2, 5:4)                  |
| 2002/03   | TJ Radouč Mladá Boleslav     | TJ Radouč Mladá Boleslav      | HBC Škoda Plzeň                | 2:0 (6:2, 4:2)                   |
| 2003/04   | HBC ECKG Kladno              | Elba club Ústí nad Labem      | HBC ECKG Kladno                | 2:0 (3:1, 2:1)                   |
| 2004/05   | HBC Škoda Plzeň              | HBC Škoda Plzeň               | SK Sudoměřice                  | 3:2 (1:0, 3:2, 1:2p, 2:3pp, 2:1) |
| 2005/06   | Elba Franklin Ústí nad Labem | Elba Franklin Ústí nad Labem  | SK Sudoměřice                  | 3:1 (2:1, 2:1, 1:2ss, 4:1)       |
| 2006/07   | Elba Franklin Ústí nad Labem | HBC Habešovna Gladiators      | SK Sudoměřice                  | 3:0 (3:2ss, 5:0, 3:2)            |
| 2007/08   | HBC Habešovna Gladiators     | HBC Habešovna Gladiators      | HBC KEB Kladno                 | 3:2 (3:2ss, 1:3, 4:3, 1:3, 4:3)  |
| 2008/09   | HBC Pento Most               | HBC KEB Kladno                | Autosklo H.A.K. Hradec Králové | 3:0 (5:2. 6:2, 4:3pp)            |
| 2009/10   | HBC Škoda Plzeň              | HBC ALPIQ Kladno              | HBC Škoda Plzeň                | 3:1 (3:2, 3:1, 3:4, 2:1)         |
| 2010/11   | HBC Hradec Králové 1988      | HBC ALPIQ Kladno              | Elba Franklin Ústí n./L.       | 3:0 (2:1pp, 4:1, 3:1)            |
| 2011/12   | HC Kert Park Praha           | HBT Vlašim                    | HC Kert Park Praha             | 3:1 (6:3, 2:1, 5:6, 2:1pp)       |
| 2012/13   | HBC ALPIQ Kladno             | HBT Vlašim                    | HBC Hradec Králové 1988        | 3:1 (4:0, 1:2pp, 3:2, 3:2pp)     |
| 2013/14   | HBT Vlašim                   | HBC ALPIQ Kladno              | HBC Autosklo-H.A.K. Pardubice  | 3:0 (2:1, 4:1, 2:0)              |
| 2014/15   | HBT Vlašim                   | HBC ALPIQ Kladno              | HBT Vlašim                     | 3:1 (3:4, 0:2, 1:2, 1:4)         |
| 2015/16   | HBC Plzeň                    | HBC Autosklo-H.A.K. Pardubice | HBC ALPIQ Kladno               | 3:1 (3:2, 1:4, 2:1pp, 3:2p)      |
| 2016/17   | HBC ALPIQ Kladno             | HC Kert Park Praha            | HBC ALPIQ Kladno               | 3:1 (2:1, 1:6, 5:4pp, 5:2)       |
| 2017/18   | HC Kert Park Praha           | HC Kert Park Praha            | HBC Autosklo-H.A.K. Pardubice  | 3:2 (3:2pp, 3:5, 2:5, 5:0, 5:1)  |
| 2018/19   | HC Kert Park Praha           | HC Kert Park Praha            | HBC ALPIQ Kladno               | 3:0 (4:3pp, 4:3pp, 2:0)          |
| 2020/21   | HBC Kladno                   | HC Kert Park Praha            | HBC Autosklo-H.A.K. Pardubice  | 2:1 (3:4ss, 5:1, 6:2)            |
| 2021/22   | HC Kert Park Praha           | HC Kert Park Praha            | HBC Kladno                     | 3:1 (5:2, 3:6, 8:1, 6:3)         |
| 2022/2023 | HC Kert Park Praha           | HC Kert Park Praha            | SK Hokejbal Letohrad           | 3:1 (5:4, 4:0, 2:6, 4:1)         |
| 2023/2024 | HBC Hostivař                 | HC Kert Park Praha            | HBC Hostivař                   | 3:2 (3:4, 4:2, 4:3, 1:8, 4:3)    |